# Ericus Martini Lithander
Ericus Martini Lithander, död 1648 i Gryts församling, Östergötlands län, var en svensk präst.

## Biografi
Ericus Lithander prästvigdes 21 maj 1615 till pastorsadjunkt i Gryts församling. Han blev 1634 kyrkoherde i församlingen och avled där 1648.

### Familj
Lithander gifte sig första gången med Ingeborg Jonsdotter. Hon var dotter till kyrkoherden Jonas i Gryts församling. Jonsdotter var änka efter kyrkoherden Petrus Svenonis i Gryts församling. Lithander och Jonsdotter fick tillsammans barnen studenten Nicolaus Lithander (född 1621) i Uppsala, studenten Isacus Lithander (född 1624) i Uppsala och studenten Israel Lithander i Uppsala.
Lithander gifte sig andra gången 1635 med Catharina Persdotter. Hon var dotter till kyrkoherden Petrus Magni i Ringarums församling och Anna Knutsdotter. De fick tillsammans dottern Catharina Lithander som var gift med regementsskrivaren Nils Andersson vid Östgöta kavalleriregemente.